# S/S Savonlinna
S/S Savolinna (svenska: Nyslott) är ett finländskt ångdrivet passagerarfartyg.
S/S Savonlinna byggdes 1904 på Paul Wahl & Co i Varkaus. Hon gick för Saimaan Höyrylaiva OY 1903-67 i trafik bland annat med kurgäster mellan Nyslott och Villmanstrand tills Saima kanal stängdes 1940 efter finska vinterkriget.
Savonlinna köptes av Nyslotts stad 1982, efter det att Saimaan Laivamatkat, det rederi som tidigare ägt henne från 1967, gått i konkurs. Hon förstördes nästan helt i en brand 1987, men totalrenoverades och var åter i drift 1988 i ursprungligt skick.